# O'Connell Nunatak
O'Connell Nunatak är en nunatak i Antarktis. Den ligger i Västantarktis. Argentina, Chile och Storbritannien gör anspråk på området. Toppen på O'Connell Nunatak är 1 210 meter över havet.
Terrängen runt O'Connell Nunatak är varierad. Trakten är obefolkad. Det finns inga samhällen i närheten. 